# Tiago Lima Pereira
Tiago Miguel da Silva Vilela Lima Pereira, hay Lima Pereira (sinh ngày 3 tháng 6 năm 1994) là một cầu thủ bóng đá người Bồ Đào Nha thi đấu cho C.D. Cova da Piedade, ở vị trí hậu vệ.

## Sự nghiệp bóng đá
Vào ngày 9 tháng 8 năm 2014, Lima Pereira có màn ra mắt cho Vitória Guimarães B trong trận đấu tại Giải bóng đá hạng nhất quốc gia Bồ Đào Nha 2014–15 trước Feirense, when he started and played the full game.